# Amii Stewart
Amii Stewart, właściwie Amy Nicole Stewart (ur. 29 stycznia 1956 w Waszyngtonie) – amerykańska wokalistka muzyki disco i tancerka, popularna zwłaszcza we Włoszech, gdzie osiedliła się w latach 80. Najbardziej znana z przeboju „Knock on Wood” (1978).

## Życiorys

### Dzieciństwo
Amii Stewart urodziła się w rodzinie katolickiej, jako piąte z sześciorga dzieci Mary i Josepha Stewartów. Imię otrzymała po ciotce Amy. W wieku 9 lat zaczęła tańczyć, idąc w ślady starszej siostry Brendy. Wstąpiła do Workshops for Careers in the Arts. W latach młodości słuchała takich artystów jak Dinah Washington, Louis Armstrong, Ray Charles, Mahalia Jackson czy Nat King Cole. Postanowiła zostać artystką estradową .

### Lata 70.
W latach 1975–1976 przeniosła się do Nowego Jorku. Kiedy wstąpiła do Actors Equity, była tam już wokalistka o imieniu Amy, więc postanowiła zmienić swoje imię na Amii. Rozpoczęła karierę jako piosenkarka w stylu disco, bardzo popularnym w Stanach Zjednoczonych i w Europie w latach 70. W 1978 roku zamieszkała w Londynie. Pierwszym jej singlem, który osiągnął światową popularność, był wydany w 1978 roku „Knock nn Wood”, cover piosenki Eddiego Floyda z 1966 roku. Promocji piosenki towarzyszył wideoklip, w którym Amii Stewart wystąpiła w egzotycznym, stylizowanym na egipski, stroju . Singiel „Knock on Wood” zadebiutował 27 stycznia 1979 roku na liście Hot 100, publikowanej przez magazyn Billboard, natomiast 21 kwietnia osiągnął pozycję nr 1 na tej liście. Zyskał status platynowej płyty i był nominowany do nagrody Grammy. W tym samym roku osiągnął także pozycję numer 6 w Wielkiej Brytanii i numer 2 w Australii. Był jedynym amerykańskim hitem numer 1 Amii Stewart, wskutek czego zyskała ona w ojczystym kraju miano artystki jednego przeboju, choć kilka jej piosenek weszło również na listy Top 10 i Top 20 dance chart. W 1979 roku wydała album Paradise Bird, będący podsumowaniem epoki disco. Nie wzbudził on wielkiego zainteresowania publiczności amerykańskiej, ale kilka singli („Jealousy” i „The Letter”) pochodzących z jej debiutanckiego albumu Knock on Wood wzbudziło zainteresowanie we Włoszech, Holandii i Wielkiej Brytanii. Kolejny album artystki został wydany w 1981 roku pod różnymi tytułami i z różnym zestawem utworów: w Europie jako Images, zaś w Stanach Zjednoczonych jako I’m Gonna Get Your Love .

### Lata 80.
Kiedy popularność muzyki disco w Stanach Zjednoczonych zaczęła spadać, artystka postanowiła kontynuować karierę w Europie. Przeniosła się do Włoch, gdzie w latach 80. i 90. wykonywała międzynarodowe standardy muzyki pop. Na włoskim rynku płytowym zadebiutowała w 1983 roku albumem Amii Stewart, wydanym przez włoski oddział RCA Records. Wyróżniały się na nim utwory „Working Late Tonight” i „Beginning Of The End”, nagrane w stylu heavy disco, z którym artystka zaczęła być odtąd kojarzona. „Working Late Tonight” zaprezentowała jako gość specjalny Festiwalu Piosenki Włoskiej w San Remo. Pomyślny okazał się dla niej we Włoszech rok 1984. Nagrała wówczas z Giannim Morandim piosenkę „Grazie perché”, będącą coverem amerykańskiego hitu Kenny’ego Rogersa „We’ve Got Tonight”. Piosenka weszła na 1. miejsce włoskiej listy przebojów. Kolejnym jej sukcesem okazał się singiel „Friends” nagrany przy pomocy włoskiego kompozytora i producenta, ukrywającego się pod pseudonimem Mike Francis. Jej popularność podtrzymało następne nagranie, „Light My Fire” cover utworu pod tym samym tytułem amerykańskiego zespołu The Doors. Zaczęła intensywnie uczyć się języka włoskiego wynajmując w tym celu prywatnego nauczyciela. Wystąpiła w programie rozrywkowym Tasto matto, wyemitowanym przez RAI. W 1986 roku nawiązała współpracę z Giorgio Moroderem (kompozytorem piosenek Donny Summer) oraz braćmi Robem i Ferdim Bollandami. Efektem współpracy z nimi był album Amii (1986); pochodzące z niego single „Time is tight” i „Break These Chains”, utrzymane w stylu electropop, nie wzbudziły jednak większego zainteresowania Sama artystka również nie była zadowolona z efektów współpracy z Moroderem i braćmi Bolland, a piosenki albumu określiła jako „bezbarwne”. W 1988 roku wytwórnia RCA Italiana wydała jej kolejny album, nagrany w Londynie Time For Fantasy. Popularnością cieszył się pochodzący z niego singiel „Dusty Road”. Koniec dekady lat 80. to także współpraca artystki z Ennio Morricone. Zrealizowane wspólnie nagrania znalazły się na wydanym w 1990 roku albumie Amii Stewart Sings Ennio Morricone .

### Lata 90.
W latach 90. nagrała kilka albumów, w tym Magic (1990) i dobrze przyjęte Lady To Ladies (1992) i The Man I Love (1995). W lutym 1994 roku wystąpiła gościnnie na Festiwalu Piosenki Włoskiej w San Remo prezentując w parze z Dee Dee Bridgewater piosenkę „Why”, cover przeboju Annie Lennox pod tym samym tytułem . W 1995 roku ponownie była gościem Festiwalu, prezentując wspólnie z Gilbertem Bécaud i Randy Crawford piosenkę „September matin” („September Morn”). Dekadę zamknęła albumem Unstoppable, popularnym zwłaszcza we Francji .

### XXI wiek

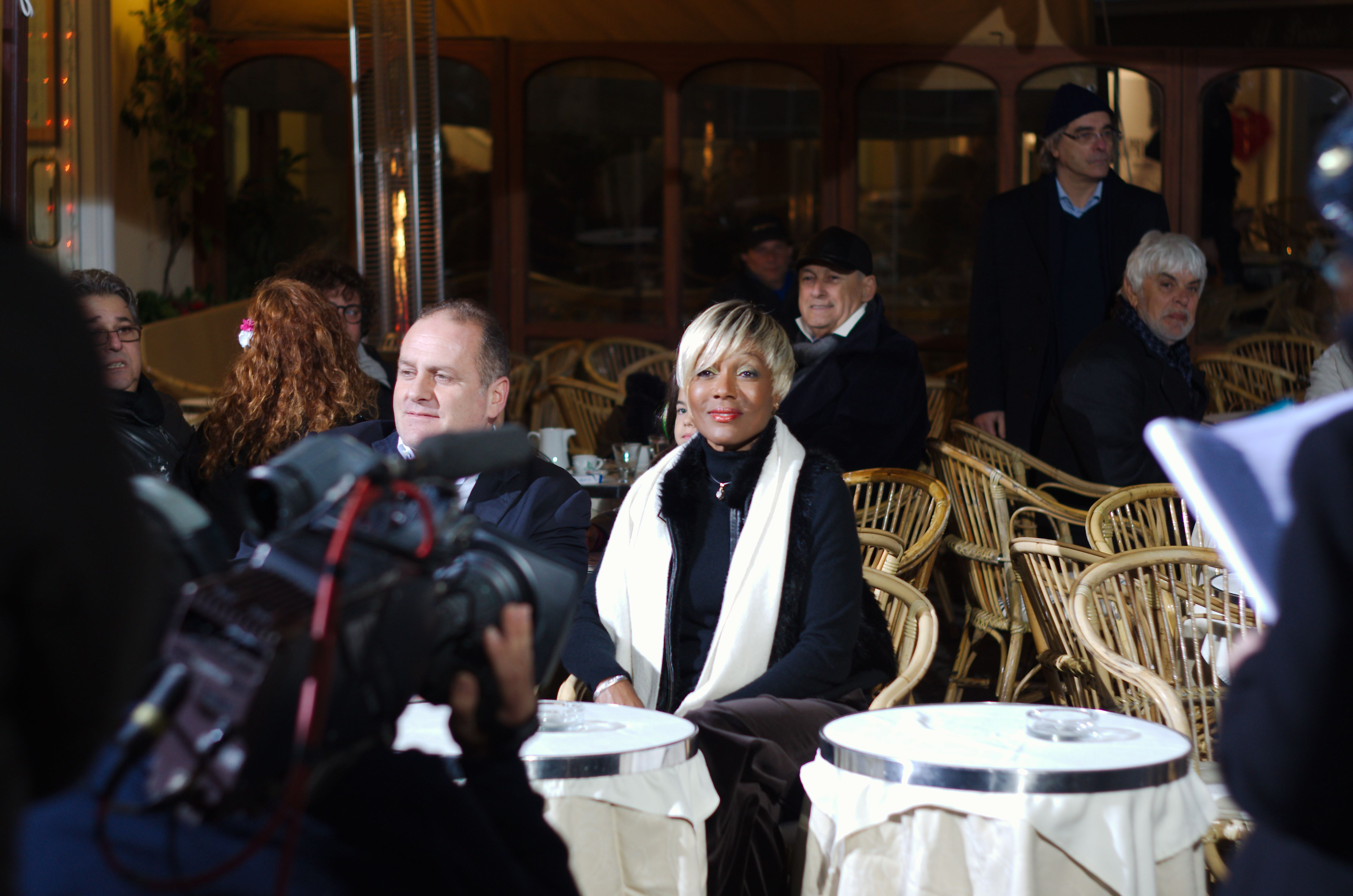
Amii Stewart (2013)

23 kwietnia 2001 roku w Rzymie została mianowana ambasadorem dobrej woli UNICEF przez przewodniczącego włoskiego oddziału tej organizacji, Giovanniego Micali.
Wspólnie z mężem Giampiero założyła wydawnictwo Perle Nere Edizioni Musicali. Pod jego szyldem wydała w 2004 roku w wersji cyfrowej swój album Lady Day. W 2005 roku wzięła udział w kampanii na rzecz pomocy kobietom afrykańskim wydając singiel „Walking Africa”. W 2012 roku wydała, krytycznie przyjęty, album Intense, który sama wyprodukowała i na którym zadebiutowała jako autorka tekstów .

## Dyskografia

### Albumy studyjne
Amii Stewart wydała w ciągu swej kariery 16 albumów studyjnych, na których śpiewała po angielsku i po włosku. Album Images ukazał się w dwóch wersjach: na rynku europejskim jako Images i amerykańskim jako I'm Gonna Get Your Love

- 1979 – Knock on Wood
- 1979 – Paradise Bird
- 1981 – Images (tylko w Europie)
- 1981 – I'm Gonna Get Your Love (tylko w Stanach Zjednoczonych)
- 1983 – Amii Stewart
- 1984 – Try Love
- 1986 – Amii
- 1988 – Time for Fantasy
- 1990 – Pearls – Amii Stewart Sings Ennio Morricone
- 1992 – Magic
- 1994 – Lady to Ladies
- 1995 – The Men I Love
- 1996 – Love Affair
- 1999 – Unstoppable
- 2004 – Lady Day
- 2010 – Caracciolo Street – Amii Stewart (jako pliki AAC w formie download)
- 2012 – Intense

### Single i EP-ki
Amii Stewart zadebiutowała w 1978 roku singlem „Knock on Wood”, wydanym w 44 wersjach na całym świecie. Od tamtego czasu nagrała ponad 60 singli, w tym część wspólnie z innymi artystami.

- 1978 – „Knock on Wood”/„When You Are Beautiful”
- 1978 – „You Really Touched My Heart”/„Closest Thing To Heaven”
- 1978 – „Time Passages” (Al Stewart)/„You Really Touched My Heart” (Amii Stewart)
- 1979 – „Light My Fire (137 Disco Heaven)”/„Bring It On Back To Me”
- 1979 – „Knock on Wood”/„Light My Fire”
- 1979 – „Jealousy”/„Step Into The Love Line”
- 1979 – „Knock on Wood”/„You Really Touched My Heart”
- 1979 – „The Letter”/„Paradise Bird”
- 1979 – „La Mia Banda Suona Il Rock” (Ivano Fossati)/„Jealousy” (Amii Stewart) (singiel do szafy grającej)
- 1979 – „Dreaming”/„Eat To The Beat” (Blondie)/„Jealousy”/„He's A Burglar” (Amii Stewart)
- 1980 – „My Guy/My Girl”/„Now” (Amii Stewart & Johnny Bristol)
- 1981 – „I'm Gonna Get Your Love”/„I'm Gonna Get Your Love”
- 1981 – „Why'd You Have to Be So Sexy”/„Where Did Our Love Go”
- 1981 – „Where Did Our Love Go”/„Premiere”
- 1981 – „Rocky Woman”/„Busy Busy Man”
- 1981 – „Señorita” (Enrico Ruggeri)/„Rocky Woman” (Amii Stewart)
- 1982 – Пoeт Эми Стюарт: „Райская Птица (Paradise Bird)”/„Письмо (The Letter)” (wydany w ZSRR)
- 1982 – „Digital Love” (Vocal Version)/„Digital Love” (Instrumental Version)
- 1982 – „Great Balls of Fire”/„Why'd You Have to Be So Sexy”
- 1982 – „Why'd You Have to Be So Sexy”/„I'm Gonna Get Your Love”
- 1982 – „Lay Back in the Groove”/„Has The World Run Out”
- 1983 – „Grazie Perchè (We've Got Tonight)”/„Magari” (Amii Stewart & Gianni Morandi)
- 1983 – „Working Late Tonight”/„You To Me”
- 1983 – „Working Late Tonight” (Amii Stewart)/„Shalom” (Giuseppe Cionfoli)
- 1984 – „Try Love”/„The Loving Feeling”
- 1984 – „Friends”/„Picture”
- 1984 – „I Gotta Have You Back”/„The Loving Feeling”
- 1984 – „Grazie Perchè” (Gianni Morandi & Amii Stewart )/„Here Comes The Rain Again” (Eurythmics) (singiel do szafy grającej)
- 1984 – „Numero 106” (Scialpi)/„That Loving Feeling” (Amii Stewart)
- 1984 – „Friends” (Amii Stewart)/„Only When You Leave” (Spandau Ballet)
- 1985 – New Remix: „Knock On Wood (Ash 48)”/„Light My Fire (137 Disco Heaven)”
- 1985 – „You Really Touch My Heart”/„You Really Touch My Heart” (instrumental)
- 1985 – „Together”/„Together” (Extended Version) (Amii Stewart & Mike Francis)
- 1985 – „Megamix”/„Jealousy” (Remix)
- 1985 – „Fever Line” (Remix) (Straight-Version)/„Fever Line” (Remix) (Feverversion)/„That Loving Feeling”
- 1985 – „Parliamo Un Pò Di Te” (Ron)„Together” (Amii Stewart & Mike Francis) (singiel do szafy grającej)
- 1985 – „My Guy, My Girl” (Amii Stewart & Deon Estus)/„Bring It On Back To Me” (Amii Stewart)
- 1986 – „Time Is Tight”/„Love Ain't No Toy”
- 1986 – „Break These Chains” (Amii Stewart)/„Cuore Di Pace” (Amedeo Minghi) (singiel do szafy grającej)
- 1986 – „Time Is Tight” (Amii Stewart)/„When The Heart Rules The Mind” (GTR) (singiel do szafy grającej)
- 1986 – „Love Ain't No Toy”/„Lover To Lover”
- 1987 – „It's Fantasy”/„It's Fantasy” (Instrumental)
- 1987 – „Knock on Wood” (Amii Stewart)/„After Dark” (Patti Brooks
- 1988 – „I Still Believe”/„You Are In My System”
- 1988 – Four To The Floor Featuring Amii Stewart – Lost It: „Lost It” (Untitled Mix 1)/„Lost It” (Untitled Mix 2)/„Lost It” (Untitled Mix 3)
- 1991 – „Extralarge” (EP, 5 wersji)
- 1992 – „Don't Be So Shy” (EP, 3 wersje)
- 1992 – „Don't Be So Shy” (Amii Stewart)/„Signore Dei Dischi” (Skiantos)
- 1993 – „Friends” (Original Version)/„Friends” (Flying's Remix) (Amii Stewart)/„In The Bottle” (Original Version)/„In The Bottle” (Smurf Remix) (C.O.D.)
- 1993 – „Don't Stop (Pushin')”
- 1993 – „Desire”
- 1995 – „Con Te Partirò” (Andrea Bocelli)/„September Morn” (Amii Stewart & Randy Crawford)
- 1998 – „Knock On Wood '98”
- 1999 – „Knock On Wood '99”
- 2006 – „Love Song” (Amii Stewart & Ennio Morricone)
- 2010 – „Con Te” (jako pliki AAC w formie download)
- 2011 – „Walking Africa” (Amii Stewart & The Walking Band)
- 2012 – „Ordinary People” (jako pliki AAC w formie download)
- 2013 – Amii Stewart Feat. Gabry Ponte – „Sunshine Girl” (jako pliki AAC w formie download)
- „Knock On Wood” (Amii Stewart)/„Love Is In The Air” (John Paul Young)